# توني كليمنت (لاعب اتحاد الرغبي)
توني كليمنت (بالإنجليزية: Tony Clement)‏ هو لاعب اتحاد الرغبي بريطاني، ولد في 8 فبراير 1967 في ويلز في المملكة المتحدة.

## وصلات خارجية
- توني كليمنت عل موقع إسبنسكروم (الإنجليزية)
- توني كليمنت على موقع ItsRugby.co.uk (الإنجليزية)